# París-Roubaix 1978
La 76.ª edición de la París-Roubaix tuvo lugar el 16 de abril de 1978 y fue ganada en solitario por el italiano Francesco Moser.

## Clasificación final
| Posición | Ciclista            | Equipo                    | Tiempo     |
| -------- | ------------------- | ------------------------- | ---------- |
| 1        | Francesco Moser     | Sanson-Campagnolo         | 7h 12' 24" |
| 2        | Roger de Vlaeminck  | Sanson-Campagnolo         | + 1' 40"   |
| 3        | Jan Raas            | TI-Raleigh                | m. t.      |
| 4        | Freddy Maertens     | Flandria-Velda-Lano       | m. t.      |
| 5        | Ferdi van den Haute | Marc Zeepcentrale-Superia | + 4' 11"   |
| 6        | Hennie Kuiper       | TI-Raleigh                | + 4' 26"   |
| 7        | Guido Van Sweevelt  | IJsboerke-Gios            | + 5' 21"   |
| 8        | Herman Van Springel | Marc Zeepcentrale-Superia | m. t.      |
| 9        | Ronan De Meyer      | Marc Zeepcentrale-Superia | m. t.      |
| 10       | Marc Demeyer        | Flandria-Velda-Lano       | + 5' 49"   |